# Blossom in Heart
Blossom in Heart (chinês: 海棠经雨胭脂透, pinyin: Hǎitáng jīng yǔ yānzhī tòu, lit. ‘Begônia através do vermelho da chuva’), ou Begônia Rouge, é uma série chinesa histórica estrelada por Deng Lun e Li Yitong.

## Elenco

### Principal
- Deng Lun como Lang Yue Xuan.[3][4]
- Li Yitong como Gu Hai Tang.[5]

### Coadjuvantes
- Hanson Ying como Lang Yue Ming.[6]
- Ren Yi Xuan como Xiao Yu.
- Zhang Ya Zhuo como Long Mohua.
- Alex Fong como Lang Si Nian.
- Carman Lee como Feng Chun Yan.
- Howie Huang como Shi Ji Zhou.
- Gao Si Wen como Lang Qing Qing.
- Bai Shan como Tian Yu.
- Lu Xing Yu como Tio Quan.
- Cai Yi Jia como Gu Xia He.

## Trilha Sonora
| Begônia Rouge - Trilha Sonora Original |                         |                    |        |                            |         |  |
| N.º                                    | Título                  | Letras             | Música | Artista                    | Duração |  |
| 1.                                     | "等爱 Waiting For Love" | Duan Sisi Tan Xuan |        | Deng Lun & Alan Dawa Dolma | 4:46    |  |